# Tillandsia fragrans
Tillandsia fragrans är en gräsväxtart som beskrevs av Éduard-François André. Tillandsia fragrans ingår i släktet Tillandsia och familjen Bromeliaceae. Inga underarter finns listade i Catalogue of Life.